# Марк ан Баро
Марк ан Баро (фр. Marcq-en-Barœul) град је у Француској, у департману Север.
По подацима из 1999. године број становника у месту је био 37.177.

## Демографија
| 1962.  | 1968.  | 1975.  | 1982.  | 1990.  | 1999.  | 2011.  |
| ------ | ------ | ------ | ------ | ------ | ------ | ------ |
| 29.234 | 35.136 | 36.126 | 35.278 | 36.601 | 37.177 | 39.591 |

## Партнерски градови
- Погибонзи
- Гладбек
- Kuurne